# Jon Stanhope
 (juillet 2020).
Si vous disposez d'ouvrages ou d'articles de référence ou si vous connaissez des sites web de qualité traitant du thème abordé ici, merci de compléter l'article en donnant les références utiles à sa vérifiabilité et en les liant à la section « Notes et références ».
Jonathon Donald Stanhope (né le 29 avril 1951) était le cinquième Ministre en chef (Chief Minister) travailliste du Territoire de la capitale australienne (ACT). 

## Biographie
Stanhope est né à Gundagai, en Nouvelle-Galles du Sud mais s'est installé à Canberra pour étudier le droit à l'université nationale australienne. Après avoir obtenu son diplôme, il est devenu fonctionnaire et a travaillé pour un certain nombre de personnalités travaillistes comme l'ancien dirigeant Kim Beazley. 
En 1998, Stanhope est élu à l'Assemblée législative de l'ACT et en devient immédiatement le chef de parti. Stanhope joue un rôle majeur dans la chute du gouvernement libéral de Kate Carnell, en se concentrant essentiellement sur son implication dans l'affaire du Bruce Stadium. 
Stanhope a été élu Premier ministre en 2001, lorsque le parti travailliste a remporté 8 des 17 sièges à l'Assemblée, mais a échoué à remporter une neuvième, ce qui aurait assuré un gouvernement majoritaire pour la première fois dans l'histoire de l'ACT.